# Murnau-Kurzfilmpreis
Der Kurzfilmpreis der Friedrich-Wilhelm-Murnau-Stiftung wurde von 1994 bis 2014 von der in Wiesbaden ansässigen Murnau-Stiftung vergeben. Prämiert wurden Spiel-, Dokumentar- und Animationsfilme. Der Preis diente der Nachwuchsförderung. In den 20 Jahre wurden insgesamt 190 Produktionen verliehen. 2015 wurde eine kreative Pause zur Neuausrichtung bekanntgegeben. In der 2016 stattfindenden Berichterstattung zum 50-jährigen Bestehen der Stiftung wurde der Fortbestand der Förderung nicht mehr erwähnt.

## Einreichung und Preisgeld
Bewertet wurden deutsche Produktionen im 35-mm-Format mit einer Länge von drei bis 15 Minuten und einer FSK-Freigabe des laufenden Jahres. Über die Preisvergabe entschied eine Jury zu Beginn des Folgejahres, die Verleihung fand im Mai in der Caligari FilmBühne Wiesbaden statt. Der Preis war mit jeweils 2000 Euro pro Film dotiert, die an die jeweiligen Produzenten der bis zu 10 prämierten Filme verliehen wurde.
Der Murnau-Kurzfilmpreis war bundesweit eine der begehrtesten Auszeichnungen dieser Art, da er neben dem Deutschen Kurzfilmpreis, dem Kurzfilmpreis der Filmförderungsanstalt (FFA) und dem Deutschen Wirtschaftsfilmpreis als Referenzkriterium für die FFA-Kurzfilmförderung diente.

## Preisträger
In den Preisträgerlisten seit 1994 finden sich Kurzfilme von Pepe Danquart, Tyson Montgomery und Jochen Alexander Freydank, die später ebenfalls mit dem Academy Award Oscar ausgezeichnet wurden. Regisseure wie Julia von Heinz, Fatih Akın und Florian Henckel von Donnersmarck wurden vor ihrem Durchbruch bereits mit dem Murnau-Kurzfilmpreis ausgezeichnet. Auch Kurzfilme von zu dem Zeitpunkt bereits etablierten Regisseuren wie Wim Wenders oder Tom Tykwer finden sich in den Preisträgerlisten.

### 1995
- Das Beet – Regie: Louis Saul
- Dinner for Two – Regie: Werner Fuchs
- Duell im Labyrinth – Regie: Peter Ladkani
- Das Ei – Regie: Hans Georg Andres
- Das Fenstertheater – Regie: Johannes Fluhr
- How I got Rhythm – Regie: Michael Gutmann
- Luzie taucht unter – Regie: Barbara Kirchner, Alexandra Schatz
- Macanudo – Regie: Michael Küspert
- Small Talk – Regie: Thomas Stellmach
- Schwarzfahrer – Regie: Pepe Danquart

### 1996
- Blutsbrüder – Regie: Marcel-Kyrill Kardelli
- Die Brüder Skladanowsky – Regie: Wim Wenders mit Studenten der Hochschule für Fernsehen und Film, München: Carlos Álvarez, Peter Carsten Funke, Henrik Heckmann, Veit Helmer, German Kral, Bodo Lang, Matthias Lehmann, Eva Munz, Stefan Puchner, Barbara Rohm, Marcus Schmidt, Alina Theodorescu
- Die erste Nacht – Regie: Monika Reif-Vizier
- Faszination am seidenen Faden – Regie: Karlheinz Baumann
- Fortissimo – Regie: Frederik Steiner
- Ein kurzer beschissener Abend – Regie: Tim Trageser
- Das Loch – Regie: Matthias Heise
- Surprise! – Regie: Veit Helmer
- The wrong trip – Regie: Dennis Gansel
- Zimmer 313 – Regie: Birgit Lehmann

### 1997
- Ausgestorben – Regie: Michael Pohl
- Countdown – Regie: Marcel-Kyrill Kardelli
- Futter – Regie: Carsten Strauch
- Netsurfer - Press Any Key to Continue  – Regie: Bodo Keller
- Prélude – Regie: Stefan Panzner
- Quest – Regie: Tyron Montgomery
- Solo Talent – Regie: Andreas Fischer
- Wer hat Angst vorm Weihnachtsmann – Regie: Annette Ernst
- Zwei Tage grau – Regie… Harry Flöter, Jörg Siepmann

### 1998
- Chainsmoker – Regie: Maria von Heland
- Getürkt – Regie: Fatih Akin
- Living Dead – Regie: Dennis Gansel
- M.S. Murder – Regie: Christine Wiegand
- Pas de deux – Regie: Matthias Lehmann
- Das Pflaumenhuhn – Regie: Hayo Freitag
- Rendez Vous – Regie: Werner Fuchs

### 1999
- Die Chomsky-Hierarchie – Regie: Dirk Oetelshoven
- Einschub in den Bericht des Politbüros – Regie: Gunther Scholz
- Erfolg – Regie: Birgit Lehmann
- Fivefortyfive – Regie: Christoph Röhl
- Handle With Care – Regie: Susanne Buddenberg, Lorenz Trees
- Kochzeit – Regie: Selma Brenner
- Miss World – Regie: Barbara Marheineke
- Nighthawks – Regie: Dmitri Popov
- Der Sieg – Regie: Robert Krause
- Sunset in Venice – Regie: Spiro N. Taraviras

und als Anerkennungspreis:
- Panther – Regie: Vuk Jevremovic

### 2000
- Almost – Regie: Britta Olivia Götz
- Als Hitchcock in Auerstedt auf Eiermanns Else traf – Regie: Birgit Lehmann
- Kleingeld – Regie: Marc-Andreas Bochert
- The Periwig-Maker (Der Perückenmacher) – Regie: Steffen Schäffler
- Planet Paranoid – Regie: Wolfgang Morell
- Platonische Liebe – Regie: Philipp Kadelbach
- Rendezvous – Regie: Peter Lemken
- S. geht rund – Regie: Carsten Funke
- Schwestern – Regie: Mirjam Kubescha
- Steinflug – Regie: Susanne Horizon-Fränzel

### 2001
- Auf der Couch – Regie: Arne Feldhusen
- Chicken Kiev – Regie: Thomas Stellmach
- Gone Underground – Regie: Su Turhan
- Hase und Igel – Regie: Sebastian Winkels
- Pain au chocolat – Regie: Stefan Panzner
- Der Pilot – Regie: Oliver Seiter
- Sevda heißt Liebe – Regie: Sinan Akkus
- Silverstar – Regie: Harry Flöter, Jörg Siepmann
- Das Taschenorgan – Regie: Carsten Strauch
- Ukulele Blues – Regie: Gil Mehmert

### 2002
- Björn – oder die Hürden der Behörden – Regie: Andi Niessner
- Fuck the Pigs! – Regie: Carolin Otterbach
- Handstand – Regie: Ruth Olshan
- Eine kleine Geschichte – Regie: Bülent Akinci
- Die Liebenden vom Hotel von Osman – Regie: Idil Über
- Schneckentraum – Regie: Iván Sáinz-Pardo
- The Shark and the Piano – Regie: Gabriele Pennacchioli
- Staplerfahrer Klaus – Der erste Arbeitstag – Regie: Jörg Wagner, Stefan Prehn
- Wahlverwandtschaften – Regie: Nils Loof
- Weihnachtsbier – Regie: Burkhard Feige

### 2003
- Alemanya – Regie: Savaş Ceviz
- Anders Artig – Regie: Christina Schindler
- Doris – Regie: Julia von Heinz
- E-Mail-Express – Regie: Barbara Marheineke
- Gnome Sweet Gnome – Regie: Teresa Diehm
- Grüne Lippen – Regie: Volker Arzt
- Klaustrophobie – Regie: Carlos Dessbesell-Schüler
- Der Plan des Herrn Tomascheck – Regie: Ralf Westhoff
- Snipers Alley – Regie: Rudolf Schweiger
- Der Templer – Regie: Sebastian Henckel von Donnersmarck, Florian Henckel von Donnersmarck

lobende Erwähnung für:
- Calls – Regie: Sören Voigt
- La Mer – Regie: Natja Brunckhorst, Frank Griebe

### 2004
- Dangl – Regie: Phil Traill
- Dark Ages – Regie: Daniel Acht, Ali Eckert
- Dusty, die Hausstaubmilbe – Das Staubfest – Regie: Matthias Bruhn
- Es wird etwas geschehen – Regie: Roland Gießer
- Heavy Pregnant – Regie: Piotr Lewandowski
- Hochbetrieb – Regie: Andreas Krein
- Kalte Schatten – Regie: Peter Kocyla
- Der letzte Flug – Regie: Roger Mönch
- Der letzte Geselle – Regie: Stefanie Volkmer
- Ritterschlag – Regie: Sven Martin

### 2005
- Der Bananenkaktus – Regie: Ralf Westhoff
- Carnivorous – Regie: Maria Böckenhoff
- Häschen in der Grube – Regie: Hanna Doose
- Hundeleben – Regie: Veit Helmer, Studenten der T. Zhurgenov Kunsthochschule
- Morir de Amor – Regie: Gil Alkabetz
- Rain is falling – Regie: Holger Ernst
- True – Regie: Tom Tykwer
- Die Überraschung – Regie: Lancelot von Naso
- Vincent – Regie: Giulio Ricciarelli
- Wedding Daydream – Regie: Ansgar Ahlers

### 2006
- Der Beste – Regie: Arne Jysch, Rasmus Borowski
- Caspian Bride – Regie: Veit Helmer
- Delivery – Regie: Till Nowak
- Durch die Blume – Regie:  Maximilian Engert
- Kater – Regie: Tine Kluth
- Der Cowboy – Regie: Carsten Seller
- Maries Lächeln – Regie: Michael Schäfer
- Musik nur wenn sie laut ist – Regie: Marie Reich
- Promenade – Regie: Vera Lalyko
- Schmock – Regie: Michel Guillaume

### 2007
- Der Aufreisser – Regie: Steffen Weinert
- The Date – Regie: Andreas Samland
- Fair Trade – Regie: Michael Dreher
- Good Kill – Regie: Uwe Greiner
- Kein Platz für Gerold – Regie: Daniel Nocke
- My Date From Hell – Regie… Tom Bracht, Tim Weimann
- Outsourcing – Regie: Markus Dietrich
- Peter Lohmeyer sein – Regie: Michael Stehle
- Wigald – Regie: Timon Modersohn

### 2008
- Armer schwarzer Kater – Regie: Thomas M. Bausenwein
- Bende Sira – Regie: İsmet Ergün
- Doppelzimmer – Regie: Erim Giresunlu
- Dreammaker – Regie: Leszek Plichta
- Faces – Regie: Holger Ernst
- Lichtblick – Regie: Lars Jandel, Tom Zenker
- Peters Prinzip – Regie: Kathrin Albers, Jim Lacy
- Sommersonntag – Regie: Sigi Kamml, Fred Breinersdorfer
- Spielzeugland – Regie: Jochen Alexander Freydank
- Stille Post – Regie: Oliver Rauch

### 2009
- Dunkelrot – Regie: Frauke Thielecke
- Echos – Regie: Saschko Frey
- Edgar – Regie: Fabian Busch
- Germania Wurst – Regie: Volker Schlecht
- Das grüne Schaf – Regie: Carsten Strauch
- I don’t feel like Dancing – Regie: Evi Goldbrunner, Joachim Dollhopf
- Il Giardino – Regie: Michael Ester
- Our Wonderful Nature – Regie: Tomer Eshed
- Trickster – Regie: Alexander Pohl
- Das zweite Geschenk – Regie: Mario Schneider

### 2010
- Am seidenen Faden – Regie: Peter Jeschke
- Apollo – Regie: Felix Gönnert
- Bob – Regie: Jacob Frey
- Frida & die Zeit vor mir – Regie: Meike Fehre
- Steinfliegen – Regie: Anne Walther
- Still – Regie: Rick Ostermann
- Thank You Mr. President – Regie: Lenn Kudrjawizki
- Urs – Regie: Moritz Mayerhofer
- Vorher/Nachher – Regie: Sonja Marie Krajewski
- Wagah – Regie: Supriyo Sen

### 2012
- Amok – Regie: Christoph Baumann
- Der Besuch – Regie: Conrad Tambour
- Exmun – Regie: Maxim Kuphal-Potapenko
- Flamingo Pride – Regie: Tomer Eshed
- Nordkap – Regie: Gesa Knolle, Erik Lange
- Nun sehen Sie Folgendes – Regie: Erik Schmitt, Stephan Müller
- Prinz Ratte – Regie: Albert Radl
- Veronika – Regie: Mark Michel

### 2013
- Donald – Regie: Daniel Acht
- B-Day – Regie: Olaf Held
- Die schöne Anna-Lena – Regie: Ralf Kukula
- Eat – Regie: Moritz Krämer
- Beige – Regie: Sylvie Hohlbaum
- Das Mädchen aus Gori – Regie: Eka Papiashvili
- Grünes Gold – Regie: Barbara Marheineke
- Steffi gefällt das – Regie: Philipp Scholz
- Rising Hope – Regie: Miles Vitanow
- Welcome to Bavaria – Regie: Matthias Koßmehl

### 2014
- Crushed Willi – Regie: Volker Heymann
- Déjà-moo – Der Notfall – Regie: Stefan Müller
- Im Himmel kotzt man nicht – Regie: Katja Benrath, Daniela Sandhofer, Florian Hirschmann
- Job Interview – Regie: Julia Walter
- Siegeshunger – Regie: Chiara Grabmayr
- Virtuos Virtuell – Regie: Thomas Stellmach, Maja Oschmann
- Wo wir sind – Regie: İlker Çatak